# فيكتوريا: إمبراطورية تحت الشمس
فيكتوريا: إمبراطورية تحت الشمس (بالإنجليزية: Victoria: An Empire Under the Sun)‏ هي لعبة إستراتيجية في الوقت الحقيقي من خلال برودكس الترفية (التي تعرف الآن باسم برودكس التفاعلية)، صدرت في عام 2003. وتغطي بالدرجة الأولى عصر فكتوري (1837-1901) وما بعدها، وتحديداً (1836-1920) لالعبة الرئيسية، ومددت حتى عام 1936 إذا تم تثبيت التوسع. اللعبة تعمل على النسخة معدلة من محرك يوروبا معمم، وكان مبرمج العبة يوهان أندرسون، وتحويلة لاحقاً إلى ماكنتوش البرمجة الافتراضية.
على عكس العاب برودكس السابقة، التي إما تركز على الاستكشاف والاستعمار (يوروبا معمم) أو الحرب (قلوب حديدية)، تركز فيكتوريا على الإدارة الداخلية، الذي تغطي التصنيع و/ التغييرات السياسية والاجتماعية في البلاد. اللعبة نفسها تعطي الكثير من الأهمية لاقتصاد في البلد، وجود نظام الأسوق المعقددة التي وصفت بأنها واحدة من أفضل أجهزة المحاكاة الاقتصادية من أي وقت مضى. وقد لاحظوا مشجعين العاب برودكس هذه الميزة لكونها أعمق لعبة لبرودكس قدمت حتى الآن، مما يجعلها شعبية جدا مع قاعدة جماهيرية برودكس. ومع ذلك، تلقت فيكتوريا نقد غير مبال إلى حد كبير عند الإفراج عنها، حيث بلغ متوسطها 60.4٪ فقط على تصنيفات لعبة. وأشار النقاد أسباب مثل منحنى التعلم حاد اللعبة والرسومات الصادر نسبيا.
في 19 أغسطس 2009، أعلن عن فيكتوريا II، وأفرج عنه في 13 أغسطس، 2010.

## تركيبة اللعبة

### شروط النصر
والهدف الرئيسي هو لانهاء المباراة مع معظم نقاط النصر. للحصول على نقاط الفوز، يجب أن يسجل في ثلاث فئات:
- الهيبة - يدعي المستعمرات، كسب الحروب، وتنفيذ الإصلاحات الاجتماعية والسياسية، والبحث التكنولوجيات أو من خلال الأحداث التاريخية.
- الصناعة - بناء المصانع، وتحويل المزارعين والعمال للحرفيين وتحسين شبكة النقل الخاصة بك.
- العسكري - حجم ونوعية جيش والبحرية.

النتيجة مشتركة من الفئات الثلاث المذكورة أعلاه تحدد الفائز "في اللعبة.

## الاقتصاد
النظام الاقتصادي في فيكتوريا يحاول محاكاة تدفق الموارد في السوق العالمية. كل محافظة في اللعبة تنتج الموارد. بعض الموارد، مثل القمح، إلى (السكان)، ويمكن أن يباع مباشرة. كغيرها من المواد، مثل الأخشاب، تستهلك في الغالب من قبل الصناعة - ولكن مع ذلك يمكن أن تباع مباشرة لأقل من الربح. الاعب يمتلك مجموعة واسعة من الخيارات في بناء اقتصاده، شريطة حصوله على المواد الخام المناسبة. جميع الموارد التي يمكن جمعها أو التي تنتجها الصناعة يمكن الحصول عليها في الأسوق العالمية ويتم منح الوصول إلى الأسواق العالمية على أساس تصنيف هيبة البلد.

## الموارد
في فيكتوريا لديك 47 نوع من موارد المنفصلة، التي تنتجها جميعها أو إنتاج بعضها (في حالة كل واحدة على حد سواء). وتشمل الموارد الهامة:
- الصلب مهم لبناء صناعة والسكك الحديدية وبعض السلع الحرب، ومربح عموما لإنتاج؛
- الفحم المستخدمة في إنتاج عدد هائل من الموارد؛
- الكبريت عاملا جيدة ورئيسي في إنتاج الأسلحة والذخيرة؛
- المعادن الثمينة مكلفة للغاية، ولديه دور ثانوي في تغيير طبقات المجتمع.
- الأفيون مكلفة جدا وحافز كبير للنزعة الاستعمارية في آسيا؛
- قطع غيار الآلات عامل حيوي لبناء صناعة وعموما رئيسي في التصنيع.

## التصنيع
اللعبة تركز على التصنيع في البلاد، التي يقودها البحوث التكنولوجية، شراء قطع آلة أمر حاسم لالتصنيع، كما انها ضرورية لبناء المصانع.

## دبلوماسية
تمكين الدبلوماسية على المستوى الثنائي. يمكن للدول المشاركة في الدبلوماسية باستخدام العرض السنوي متغير من الدبلوماسيين، وتقديم مختلف المعاهدات والتوسلات إلى دول أخرى. يمكن للاعبين استخدام المال لتحسين العلاقات مع القوى الأخرى؛ تعرض عليها التفاوض للتكنولوجيا أو إقليم أو المطالبات الاستعمارية، والمال. توقيع اتفاقيات الدفاع المشترك من جانب واحد أو تحالفات كاملة. مطالبة بوقف الاستعمار من مناطق معينة. وإذا فشلت كل الجهود الأخرى، إعلان الحرب.

## الحرب
الحرب في فيكتوريا ظرف خاص للدبلوماسية فيه محاولة لاعبين اثنين لغزو واحد آخر (الوطنية أو الاستعمارية، اعتمادا على الحرب) الأراضي. فمن المجرد، ويتكون من أقسام السير إلى منطقة معادية ويخوض معركة عدم التدخل أن اللاعب لا يملك السيطرة على التوفير طريق لإرسال تعزيزات أو سحب الجيش.
الكفاءة القتالية ومع ذلك، يمكن أن تتأثر بشكل حاسم من قبل اللاعب. تعيين الجنرالات أو الأدميرالات يؤثر على الروح المعنوية وتنظيم القوات، وكذلك التحسينات التكنولوجية، نظام السكك الحديدية المتطورة في اقليم يمنح مكافآت صاحب المقاطعة في القتال، فضلا عن زيادة التنقل. ويمكن أيضا أن تكون محصنة المحافظات وان القوات ترسيخ عندما تترك وحدها لفترة كافية، سواء إعطاء مزايا قتالية هائلة.
الأهداف النهائية في الحرب تختلف بشكل كبير عن تلك التي ألعاب إستراتيجية أخرى: عموماً من الصعب جداً القيام بأضرار جسيمة في اقتصاد العدو في حرب الواحدة، والأراضي المحتلة هي مؤقته فقط بيد المحتل، وبعد الحرب الإقليمية المكاسب متواضعة وصعبة لإخضاع العدو ومع ذلك، هناك شروط أخرى للسلام مثل تعويضات الحرب والإذلال.
إعلان الحرب أو الاستيلاء على المحافظات من الدول المتحضرة دون مطالبات القائمة من قبل يجعل الدبلوماسية أكثر صعوبة، ويمكن أن تؤدي في النهاية إلى حرب وقائية من القوى الأخرى. دعاة الحرب تميل لاكتشاف أنفسهم معزولين تماما عن بقية العالم، واضرار الدخول في الحروب المستمرة تقريبا يمكن أن يؤدي إلى إهمال الصناعة والهيبة.

## الوحدات
تنقسم الوحدات العسكرية في ولاية فيكتوريا إلى نوعين: البرية والبحرية.
- 'الوحدات البرية محاربة ضد وحدات العدو البرية، ويمكن أن تشغل المحافظات العدو فهي مفتاح التفوق العسكري.
- توفر الوحدات بحرية دورا أكثر دعما. قصف وحدات العدو البرية ومعارك البحر. يمكن لبعض وحدات القوات البحرية أيضا نقل الوحدات البرية.

وتنقسم الوحدات البرية في فيكتوريا إلى أربعة أنواع:
- المشاة - العمود الفقري لأي الجيش. قسم سفح 10000. قوي «هجوم النار»، وضعف «هجوم صدمة»، وابطئ.
- الفرسان - وحدة تكميلية. شنت تقسيم 10000. ضعف «هجوم النار»، قوي «هجوم صدمة»، وبسرعة.
- الفرسان - وحدة وسيطة. شبه محمولة على تقسيم 10000. سليطة في جميع النواحي.
- غير نظامية - وحدة ضعيفة، لا توجد إلا في الدول الغير حضارية. قسم سفح 10000. ضعيفة من جميع النواحي.

## تعديل
كمعظم العاب برودكس الشعبية، بذلت تعديل متعددة لفيكتوريا. الأكثر شعبية في التعديل الدفاع هو مشروع تحسينات فيكتوريا يشار إلى VIP. يشمل VIP شخصيات جديدة AI وقواعد الاقتصاد تغيرت، أحداث جديدة ودول جديدة. اللاعبين الآخرين الذين أصيبوا بالملل مع الوضع الافتراضي في العالم في بداية اللعبة صنع التعديل التاريخ البديلة، مع القوى العظمى الأخرى. وزارة الدفاع هي واحدة من الأكثر شعبية بالنسبة للأشخاص الناطقين بالفرنسية.

## استقبال
فيكتوريا حصلت على الأغلب مراجعات مختلطة من النقاد. وعلق جيم سبوت على «عمق رائع» و «بديل التاريخ العظيم في أجواء». ومع ذلك، علق جيم سبوت أن المباراة كانت «المزيد من العمل من اللعب»، مشيرا إلى منحنى التعلم حاد والنطاق العام من الخيارات. علق آي جي إن أن اللعبة تتمتع بإمكانيات فريدة من نوعها، ولكن سحقت من قبل في "bugginess" وعدم وجود البرنامج التعليمي. انتهى باري برينيسال استعراضه IGN، موضحا «هناك لعبة ممتازة تكافح لتطفو على السطح في فيكتوريا، وإنني أتطلع إلى اللعب فقط بمجرد ظهور التطويرة المطلوبة».

## فيكتوريا: الثورات
فيكتوريا - الثورات

فيكتوريا: الثورات هو حزمة توسيع لفيكتوريا: إمبراطورية تحت الشمس. وقد أفرج عنه في 17 08 2006 من خلال GamersGate، وعلى قرص في أكتوبر 2006.
ميزات جديدة :
- 15 سنوات إضافية من اللعب، وتمتد فيكتوريا في شن مشتركة.
- شجرة التكنولوجيا توسعت لتغطي فترة أطول، بما في ذلك الطائرات وناقلات.
- محول يوم القيامة الذي يسمح للاعبين لمواصلة اللعبة في قلوب حديدية الثاني: يوم القيامة.
- نظام الانتخابات والسياسة تجددت، مضيفاً مستوى جديد من الواقعية إلى اللعبة.
- نظام العسكري اُصلح، والذي سوف يكون مرتبط مع القرارات السياسة للاعب.
- بالإضافة إلى النظام الاقتصادي الجديد الذي يجلب المزيد من الواقعية من خلال النماذج الاقتصادية المختلفة.

## الروابط الخارجية
1. ↑  GOG.com (بالإنجليزية والألمانية والفرنسية والروسية), QID:Q1486288
2. ↑  ستيم، 1.0.0.81، 1.0.0.82، 12 سبتمبر 2003، QID:Q337535
3. ↑  Victoria 2 Announcement, Paradox Plaza نسخة محفوظة 27 يناير 2010 على موقع واي باك مشين.
4. ↑  Victoria Review - IGN - Page 4 نسخة محفوظة 22 مارس 2016 على موقع واي باك مشين.

- Victoria at Paradox
- Official Wiki